# Marius Bilașco
Marius Bilașco (n. 13 iulie 1981, Sighetu Marmației, Maramureș, România) este un fotbalist român retras din activitate, care a jucat pe post de atacant la echipe ca Argeș Pitești, Unirea Urziceni și Onești. Pe plan internațional, are prezențe la națională pentru România.
În momentul de față este director sportiv la clubul CFR Cluj.
Pe 31 august 2010 a semnat pentru Steaua alături de alți cinci jucători de la Unirea Urziceni: Galamaz, Ricardo Gomes, Marinescu, Apostol și Onofraș.
În sezonul 2012-2013 jucătorul a evoluat la Rapid, după ce în sezonul anterior jucase la Tianjin Teda și la Energie Cottbus.

## Performanțe internaționale
A jucat pentru Unirea Urziceni în grupele UEFA Champions League 2009-10, contabilizând 6 meciuri și reușind să marcheze un gol împotriva echipei scoțiene Glasgow Rangers, meci disputat la Glasgow, pe stadionul Ibrox, terminat cu scorul 1-4.

## Titluri
| Sezon     | Club                | Titlu         |
| --------- | ------------------- | ------------- |
| 2008-09   | Unirea Urziceni     | Liga I        |
| 2010-2011 | FC Steaua București | Cupa României |